# Heinrich Müller
Heinrich Müller (Múnich, 28 de abril de 1900 - fecha de muerte desconocida, pero la evidencia apunta a mayo de 1945) fue un general de División de la SS y criminal de guerra alemán, conocido como «Gestapo Müller». Jefe de la Sección IV de la RSHA, es decir, de la Gestapo alemana desde 1939 hasta el final de la guerra.

## Biografía

### Primeros tiempos
Müller sirvió como piloto durante la Primera Guerra Mundial. Tras ser desmovilizado, se incorporó a la policía de Múnich durante la República de Weimar en Alemania. Muy pronto se hizo conocido como un hábil investigador anticomunista, que no solía respetar las normas legales para conseguir sus objetivos. Combatió a los nazis con virulencia, lo que motivó que se encontrase con grandes problemas para ser admitido en su partido antes de 1939, seis años después de la llegada de Hitler al poder. Después de la toma del poder por los nazis, Heinrich Himmler y Reinhard Heydrich fueron consolidando las unidades de policía regional con miras a construir una policía secreta del Estado, que sería conocida como Geheime Staats Polizei y cuyas siglas "Gestapo" serían el terror de Alemania. Müller ingresó en las SS en 1934 con el número 107.043 y comenzó una meteórica carrera como oficial de policía. Al crearse en 1939 la Oficina Central de Seguridad del Reich o RSHA, fue nombrado Jefe de la Sección IV (la correspondiente a la Gestapo).

### Segunda Guerra Mundial
Müller se vio obligado a ingresar en el Partido Obrero Alemán Nacional Socialista (Nazi) el 30 de mayo de 1939 con el número 4.583.199, como se lo exigía Heinrich Himmler, jefe de las SS, para continuar en el cargo. Al día siguiente (31 de mayo) fue condecorado con la Orden de la Sangre (Blutorder) Ad-Honorem, condecoración que se le otorgaba a los primeros nazis que participaron en el golpe de Estado del 9 de noviembre de 1923 o a quienes, como Müller, prestaron servicios especiales al Reich. Esta decisión fue muy criticada, al considerar los líderes nazis de mayor antigüedad que Müller había participado pero en el bando contrario. Los jerarcas nazis no tenían dudas de que estuvo implicado en la muerte de catorce militantes nacionalsocialistas durante aquellos sucesos.
Algunos altos cargos, como Hermann Göring y Rudolf Hess, lo detestaban. El propio Himmler no le profesaba simpatía debido a algún grave encuentro personal en el pasado, pero Heydrich creía que Müller era un funcionario nato, decidido a servir al poder establecido, cualquiera fuese su signo, y logró imponer su nombramiento. Como jefe de la Gestapo, Müller fue responsable de implantar la represión contra los judíos y otras minorías, además de identificar y perseguir a la oposición democrática y comunista que se enfrentaba al régimen nazi. Adolf Eichmann, que dirigía la Oficina de Reasentamiento judío de la Gestapo, fue subordinado directo de Müller. Una vez que empezó la Segunda Guerra Mundial, Müller y Eichmann fueron elementos claves para catalizar la deportación y exterminio de los judíos de Europa.
Fue responsable del nombramiento de Joseph Meisinger, amigo suyo, como jefe de la oficina para la represión de los delitos sociales, en los que incluían los juegos de azar, la homosexualidad y el aborto. Müller estuvo implicado en asuntos criminales como el relacionado con la emisora de Gleiwitz, en la Operación Tannenberg, en la frontera con Polonia, en el que simularon un enfrentamiento de soldados polacos contra Alemania y constituyeron la excusa para desatar la Segunda Guerra Mundial. Participó en la organización y ejecución del incidente de Venlo, en que fue desmantelada buena parte de la red de inteligencia británica en Europa.
Fue ascendido a SS Gruppenführer (General de División de las SS) el 9 de noviembre de 1941.

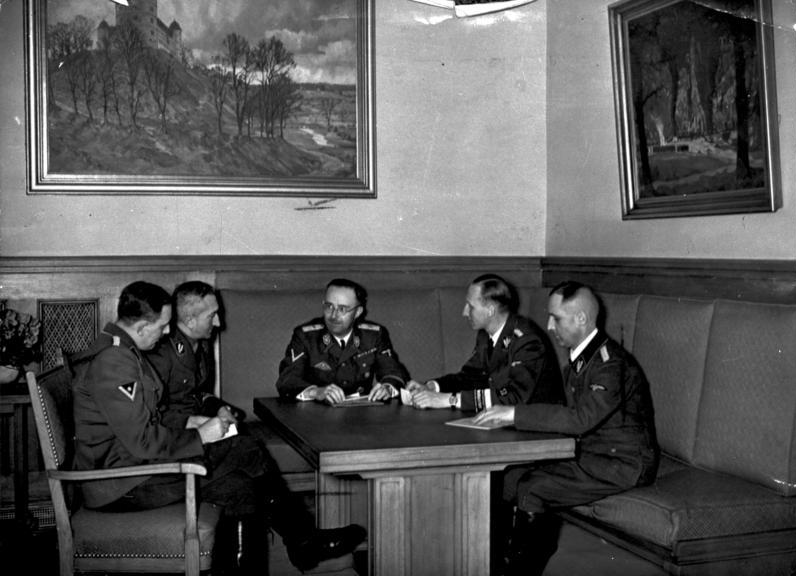
Müller (primero por la derecha), Heydrich, Himmler, Nebe y Huber.

Como jefe de la Gestapo participó en la Conferencia de Wannsee el 20 de enero de 1942 para coordinar la «Solución Final» del problema judío en Europa. Müller firmó el «Decreto Bala» (Kugel Erlass) el 2 de marzo de 1944, mediante el cual se autorizaba a ejecutar a balazos a los prisioneros que intentaran escapar. Autorizó la tortura de oficiales de la Wehrmacht implicados en el atentado contra Hitler el 20 de julio de 1944. Su celo por desmantelar la resistencia alemana después del atentado motivó que Hitler le condecorara con la Cruz de Caballero de la Cruz del Servicio de Guerra con espadas, en octubre de 1944. Müller dirigió operaciones de inteligencia y contraespionaje. Su éxito más espectacular fue el desmantelamiento de la red de espionaje soviética que funcionaba en Berlín y que el mundo conocería como "Rote Kapelle" (Orquesta Roja, en ocasiones referida por error como "Capilla Roja"), que operó entre 1942 y 1945 en la capital del Reich. Esta red de información había sido exitosa en recabar información de interés político y militar dentro de Alemania y mandarla a Moscú. Müller y su equipo lograron capturar a una buena parte de estos agentes secretos y "voltearlos" a su servicio para enviar informes falsos a la URSS.

### Últimos tiempos
Hacia finales de la guerra, Müller aún creía en la derrota de los aliados, creyendo incluso que la Batalla de las Ardenas de diciembre de 1944 ocasionaría la recuperación de París por los nazis. Fue visto por última vez el 29 de abril de 1945 cuando coordinaba el interrogatorio y ejecución del general de División SS Hermann Fegelein en el búnker de Berlín. Desapareció y, aunque se declaró su muerte en mayo de 1945, el cuerpo no fue hallado en su tumba. En los años siguientes se dijo que Müller se había enrolado en la NKVD soviética y que había muerto en 1952 en Moscú. Se publicaron supuestos interrogatorios de Müller, según los cuales había estado en poder de la CIA en 1947, pero algunos expertos mantuvieron que estaban manipulados. Una teoría que se rumoraba fue que al final de la guerra llegó a ser capturado por los soviéticos y torturado hasta la muerte pero nunca fue oficial este hecho. 
En los años noventa circuló la versión de que al finalizar la guerra había huido a la Argentina y que en la década de 1960 fue secuestrado y raptado por un grupo de élite del ejército checoslovaco, similar como le hicieron a Adolf Eichmann, que lo ejecutó. El mismo Simón Wiesenthal hizo la denuncia y aportó pruebas.
El profesor Johannes Tuchel, director del memorial de la resistencia alemana, cree saber dónde está enterrado. De acuerdo con un certificado de defunción, Müller murió en los últimos días de la guerra, cerca de la sede de la Luftwaffe (Wehrmacht). Los documentos muestran "casi con certeza" que Müller fue enterrado en agosto de 1945 en el jardín de la sede de la Luftwaffe, y sus restos llevados al cementerio judío en Grosse Hamburger Strasse. Sin embargo, el director del Centro Simon Wiesenthal en Jerusalén, Efraim Zuroff, conocido por su desempeño de la búsqueda de criminales de guerra nazis, dijo que hay que tener cautela, y que solo una prueba de ADN confirmaría si fue enterrado en Berlín. Zuroff citó en una entrevista telefónica desde Londres:

Los nazis que querían escapar muchas veces tomaron medidas para crear documentos falsos fingiendo su muerte. Yo sería muy cuidadoso de los informes de ese tipo sin pruebas forenses.

No se sabe si se harán todos los esfuerzos para encontrar los huesos de Müller en Berlín.

### Testimonios sobre Müller después de la guerra
Uno de los elementos más determinantes fue el testimonio de su amante, la berlinesa Anne Schmid, quien vio a Müller por última vez el 24 de abril de 1945. El testimonio de Heinz Pannwitz, uno de sus ayudantes en Berlín durante los últimos días, capturado por los soviéticos y puesto en libertad en 1957, aseguró que vio y examinó el cadáver de Müller en el subterráneo de Berlín con dos disparos en la espalda. Sin embargo, este testimonio nunca fue tomado en cuenta. Su secretaria, la joven Barbara Hellmuth, tampoco volvió a saber de él.

## Premios y promociones

### Ascensos en la SS
En el escalafón de Rangos de la SS, Müller tuvo las siguientes ascensos:
- 20 de abril de 1934: Sturmführer (Jefe de Pelotón) asignado a la SD, servicio de Información de las SS.
- 4 de julio de 1934: Obersturmführer (Teniente).
- 30 de enero de 1935: Hauptsturmführer (Capitán).
- 20 de abril de 1936: Sturmbannführer (Mayor).
- 9 de noviembre de 1936: Obersturmbannführer (Teniente coronel).
- 30 de enero de 1937: Standartenführer (Coronel).
- 20 de abril de 1939: Oberführer (General).
- 14 de diciembre de 1940: Brigadeführer (General de Brigada) y Generalmajor der Polizei (16 de diciembre de 1940).
- 9 de noviembre de 1941: Gruppenführer (General de División) y Generalleutnant der Polizei, su última promoción.

### Condecoraciones
- Caballeros de la Cruz de la Cruz del Mérito de Guerra con Espadas
- Cruz del Mérito de Guerra de Primera Clase con Espadas
- Cruz del Mérito de Guerra de Segunda Clase con Espadas
- Cruz de Hierro de Primera Clase con el Broche de 1939
- Cruz de Hierro de Segunda Clase con el Broche de 1939
- Cruz del Mérito Militar de Baviera de Segunda Clase con Espadas
- Placa Dorada del Partido
- Medalla de los Sudetes
- Medalla de Conmemoración del 13 de marzo de 1938
- Cruz de Honor a los Combatientes

## En la ficción
- Es el protagonista histórico en El informe Müller novela de Antonio Manzanera, (Umbriel 2013) tras la desclasificación de importantes documentos en EE. UU.[1]
- Aparece en las populares novelas de Philip Kerr que pertenecen a su serie Berlin Noir.
- Es el protagonista de la novela La crin de Damocles, de Javier Pérez Fernández, Premio Azorín de novela 2006. En esta obra aparece aún como comisario de policía durante la República de Weimar. Protagoniza la novela La espina de la amapola, del mismo autor, en los años de la República de Weimar.
- El parecido físico con el protagonista de la película alemana La vida de los otros (el actor Ulrich Mühe, que interpretaba al Hauptmann Gerd Wiesler) es tan impresionante que se hace imposible pensar que se trate de una casualidad, aun a pesar de que este film se ocupe de las actividades de la Stasi en la República Democrática Alemana.
- Aparece como uno de los personajes con los que interactúa Stirlitz en la serie de TV soviética Diecisiete instantes de una primavera, dirigida por Tatiana Lióznova basándose en la homónima novela de Yulián Semiónov.
- En el juego Call of Duty: Vanguard se basa la personalidad de Müller en el personaje antagónico Hermann Freisinger un malvado oficial Nazi y director de un proyecto llamado fénix su objetivo es salvar y reconstruir el Partido Nazi en el Cuarto Reich tras la pérdida de Berlín y la muerte de Hitler.
- Aparece en el tercer capítulo de la primera temporada de El Ministerio del Tiempo acompañando a Heinrich Himmler durante su visita al monasterio de Montserrat, ejerciendo como su mano derecha y traductor.